# 帕塔拉希夫卡
49°24′13″N 38°0′24″E / 49.40361°N 38.00667°E
帕塔拉希夫卡（烏克蘭語：Паталахівка）是位於烏克蘭東部的村莊，由盧甘斯克州斯瓦托韋區的科洛梅奇哈市鎮負責管轄。該村始建於1952年，面積0.27平方公里，海拔高度138米，2001年人口1，人口密度每平方公里3.7人。